# Instituto Guimarães Rosa

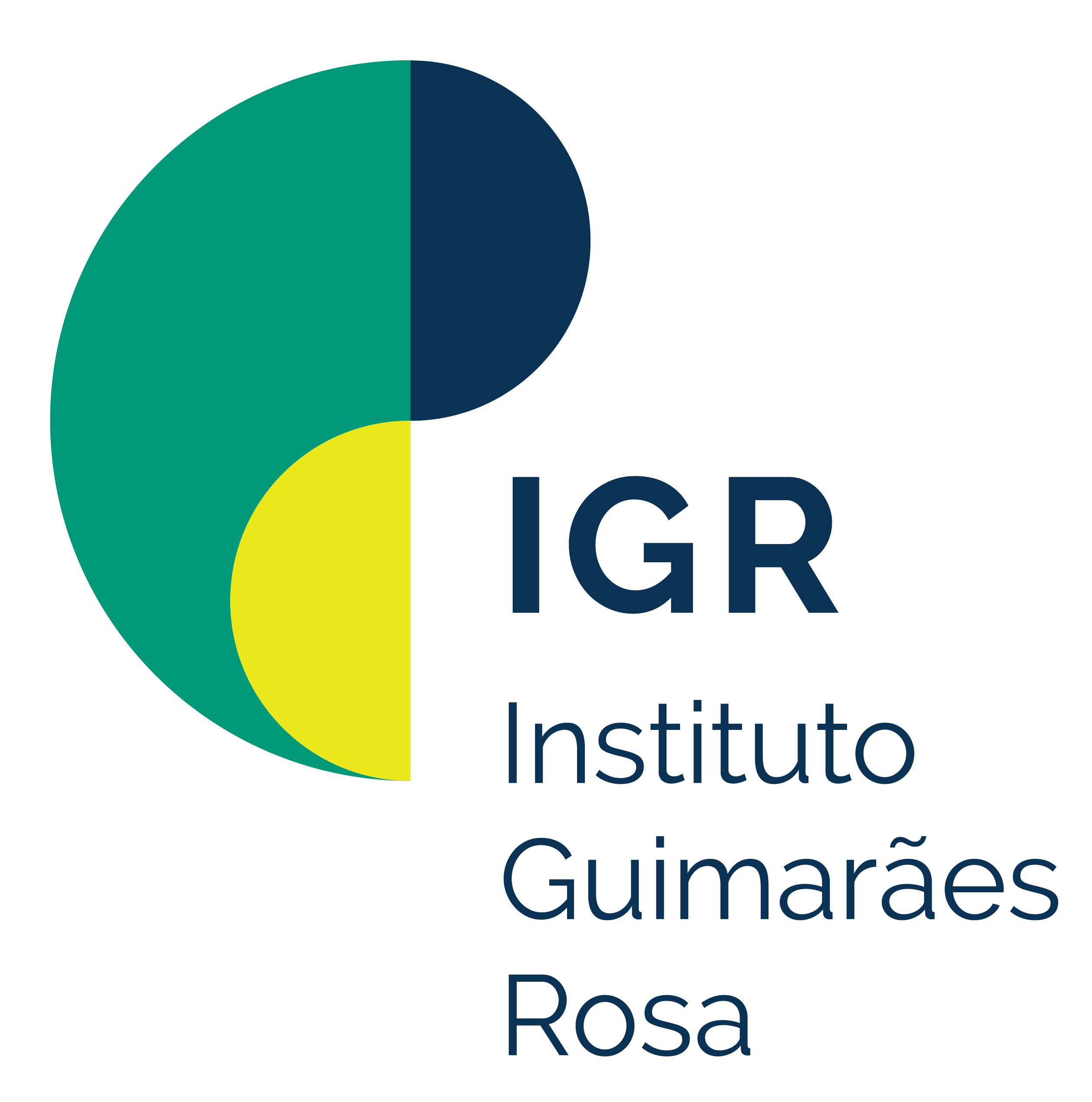
Logo des Brasilianischen Kulturinstituts Instituto Guimarães Rosa

Das Instituto Guimarães Rosa (IGR) ist das staatliche brasilianische Kulturinstitut zur Förderung und Verbreitung der Kultur Brasiliens und der Portugiesischen Sprache. Es wurde nach dem Schriftsteller João Guimarães Rosa (1908–1967) benannt und 2022 gegründet, in Nachfolge der früheren Centros Culturais do Brasil (auch Centros Culturais Brasileiros), den internationalen Kulturzentren des bisherigen Kulturinstituts Rede Brasil Cultural des Landes.

## Geschichte

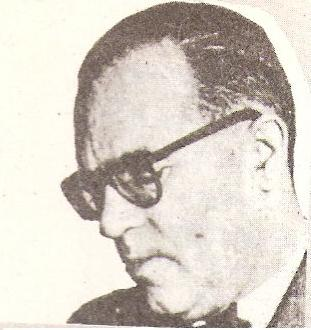
Der Schriftsteller João Guimarães Rosa, Namensgeber des IGR.

Die Regierung Brasiliens schuf bereits 1946 mit der Kulturabteilung des Außenministeriums (Divisão Cultural do Itamaraty) eine erste Einrichtung zur kulturellen Diplomatie, die 1961 durch die neugeschaffene Kultur- und Informationsabteilung  (Departamento Cultural e de Informações) im Außenministerium abgelöst wurde. Das erste Centro Cultural Brasileiro wurde 1962 in Lima, Hauptstadt des östlichen Nachbarlandes Peru eingeweiht.
Später ging die Abteilung in die Rede Brasileira de Ensino no Exterior über, die neu eingerichteten bzw. umstrukturierten Bildungseinrichtungen des brasilianischen Außenministeriums im Ausland. 2013 wurde das Netz neu strukturiert und zum Netzwerk Rede Brasil Cultural mit seinen Centros Culturais do Brasil umgebaut und stärker den internationalen Kulturinstituten angeglichen. Es unterstand dem Departamento Cultural e Educacional (DCED), der neu strukturierten Kultur- und Bildungsabteilung des Außenministeriums.
Anlässlich der Festlichkeiten zum 200. Jahrestag der 1822 ausgerufenen Unabhängigkeit Brasiliens wurde dann mit dem Gesetzesdekret Nr. 11.024 vom 31. März 2022 (decreto nº 11.024, de 31/03/2022) die Abteilung DCED durch das neugeschaffene Instituto Guimarães Rosa abgelöst. Das bereits seit 1953 bestehende Programm für Lektorate (Programa Leitorado) wurde entsprechend in Leitorado Guimarães Rosa umbenannt.
Am 6. Dezember 2024 schloss das IGR am Sitz der staatlichen brasilianischen Gesellschaft zur Entwicklungszusammenarbeit (Agência Brasileira de Cooperação, ABC) ein Abkommen mit der Organisation iberoamerikanischer Staaten (OEI), in der die Staaten des Iberoamerika-Gipfels organisiert sind. Das Abkommen zielt auf eine internationale Stärkung und Förderung der brasilianischen Kultur und der Portugiesischen Sprache.

## Struktur und Leitung
Das brasilianische Kulturinstitut IGR ist einer Abteilung des Staatssekretariats Secretaria de Estado das Relações Exteriores im brasilianischen Kulturministerium (Ministério da Cultura, MC) unterstellt, der Secretaria de Promoção Comercial, Ciência, Tecnologia, Inovação e Cultura (SPTC, zu deutsch: Sekretariat für Wirtschaftsförderung, Wissenschaft, Technologie, Innovation und Kultur).
Das IGR wird durch einen Direktor geleitet. Erste Direktorin wurde am 20. April 2022 die Diplomatin Paula Alves de Souza, am 21. März 2023 wurde der Diplomat Marco Antonio Nakata ihr Nachfolger.
Das IGR gliedert sich in vier Abteilungen:
- Divisão de Ações de Promoção da Cultura Brasileira (DCULT, zu deutsch: Abteilung für Aktionen zur Förderung der brasilianischen Kultur)
- Divisão de Assuntos Multilaterais Culturais (DAMC, zu deutsch: Abteilung für multilaterale kulturelle Belange)
- Divisão de Cooperação Educacional (DCE, zu deutsch: Abteilung für Bildungskooperationen)
- Divisão de Língua Portuguesa (DLP, zu deutsch: Abteilung für die Portugiesische Sprache)

## Standorte

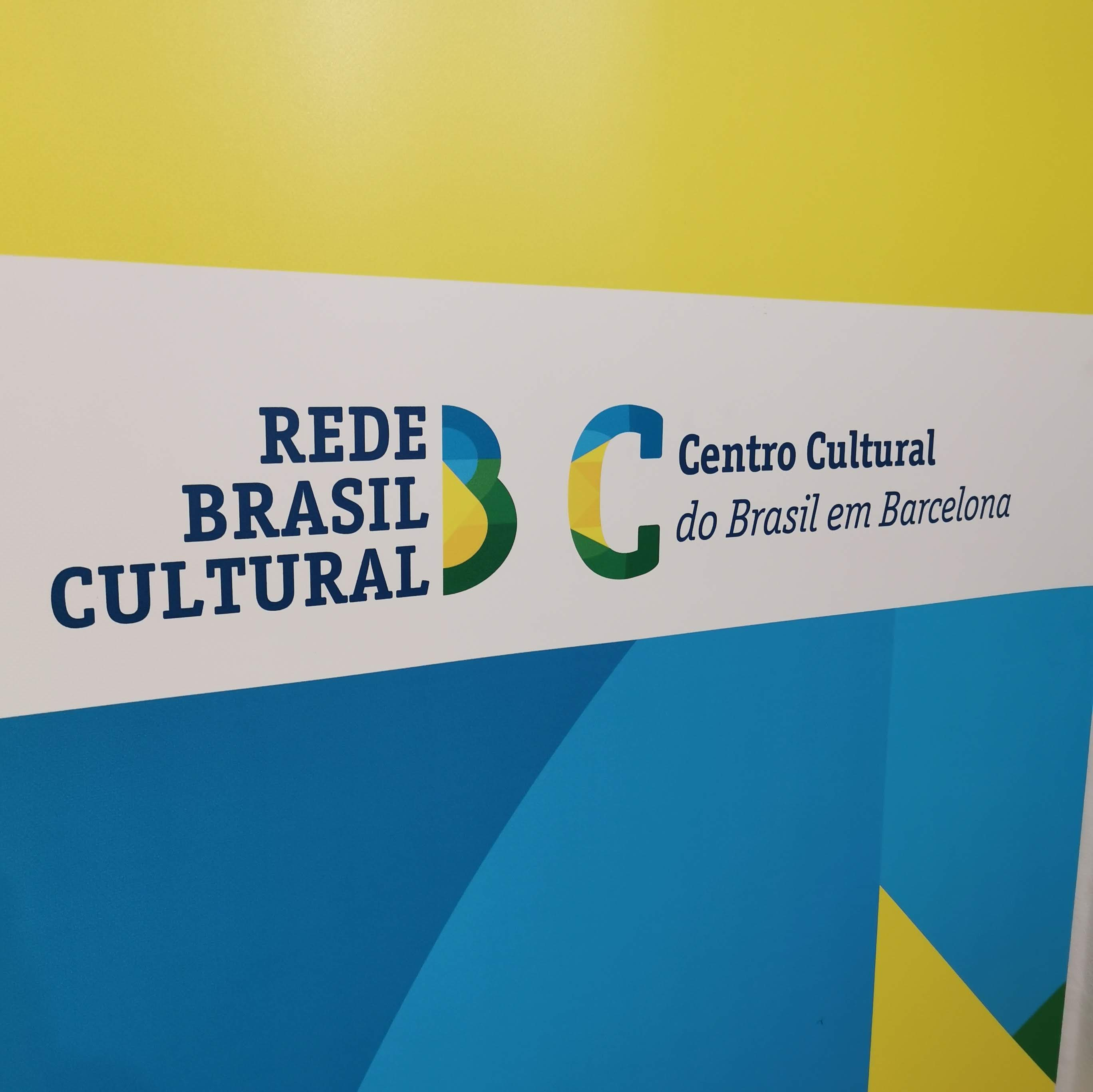
Das Centro Cultural do Brasil in Barcelona, eine der Niederlassungen der Rede Brasil Cultural, Vorläufer des Instituto Guimarães Rosa

Das IGR zählt neben seinem Hauptsitz in der brasilianischen Hauptstadt Brasília 24 internationale  Niederlassungen (Stand 2023):
- : Instituto Guimarães Rosa Pretoria, Pretoria (Südafrika)
- : Instituto Guimarães Rosa Luanda, Luanda (Angola)
- : Instituto Guimarães Rosa Buenos Aires, Buenos Aires (Argentinien)
- : Instituto Guimarães Rosa La Paz, La Paz (Bolivien)
- : Instituto Guimarães Rosa Cidade da Praia, Praia (Kap Verde)
- : Instituto Guimarães Rosa Santiago, Santiago de Chile (Chile)
- : Instituto Guimarães Rosa San Salvador, San Salvador (El Salvador)
- : Instituto Guimarães Rosa Barcelona, Barcelona (Spanien)
- : Instituto Guimarães Rosa Helsinque, Helsinki (Finnland)
- : Instituto Guimarães Rosa Georgetown, Georgetown (Guyana)
- : Instituto Guimarães Rosa Bissau, Bissau (Guinea-Bissau)
- : Instituto Guimarães Rosa Porto Príncipe, Port-au-Prince (Haiti)
- : Instituto Guimarães Rosa Tel Aviv, Tel Aviv-Jaffa (Israel)
- : Instituto Guimarães Rosa Roma, Rom (Italien)
- : Instituto Guimarães Rosa Beirute, Beirut (Libanon)
- : Instituto Guimarães Rosa México, Mexiko-Stadt (Mexiko)
- : Instituto Guimarães Rosa Maputo, Maputo (Mosambik)
- : Instituto Guimarães Rosa Manágua, Managua (Nicaragua)
- : Instituto Guimarães Rosa Panamá, Panama-Stadt (Panama)
- : Instituto Guimarães Rosa Asunción, Asunción (Paraguay)
- : Instituto Guimarães Rosa Lima, Lima (Peru)
- : Instituto Guimarães Rosa Santo Domingo, Santo Domingo (Dominikanische Republik)
- : Instituto Guimarães Rosa São Tomé, São Tomé (São Tomé und Príncipe)
- : Instituto Guimarães Rosa Paramaribo, Paramaribo (Surinam)